# Lutherska världsförbundet

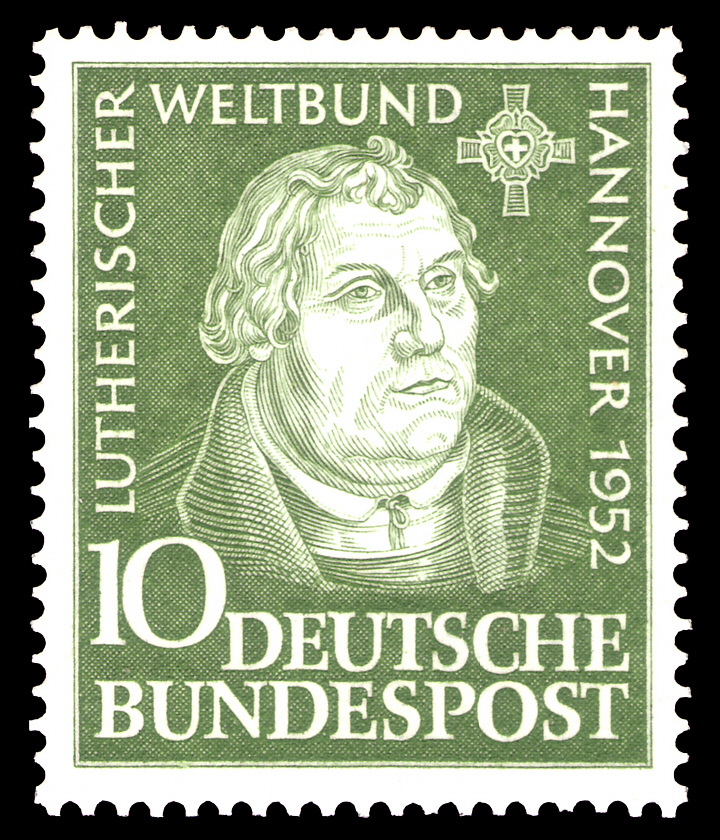
Tyskt frimärke med porträtt av Martin Luther, tryckt i samband med LWFs möte i Hannover 1952.

Lutherska världsförbundet, LVF, är ett omfattande internationellt samarbetsorgan för lutherska kyrkor. Förbundet bildades i Lund 1947 och har nu 151 medlemskyrkor fördelade på 99 länder och omfattande över 78 miljoner medlemmar. Svenska kyrkan är medlem i LVF. 1999 skrev det Lutherska världsförbundet under Den gemensamma deklarationen om rättfärdiggörelseläran tillsammans med Romersk-katolska kyrkan, som minskade den teologiska splittringen mellan de båda parterna och deklarerade "en gemensam förståelse av vår rättfärdiggörelse genom Guds nåd i tron på Kristus". Sedan dess har Anglikanska kyrkogemenskapen, Metodistiska Världsrådet, och World Communion of Reformed Churches även skrivit under.
De största medlemskyrkorna är (2024 års statistik):
1. Mekane Yesus-kyrkan i Etiopien 12 miljoner
2. Evangelisk-lutherska kyrkan i Tanzania 8,5 miljoner
3. Protestantiska Kristna Batakkyrkan i Indonesien 6,3 miljoner
4. Svenska kyrkan 5,5 miljoner
5. Danska folkkyrkan 4,1 miljoner
6. Madagaskars Lutherska kyrka 4 miljoner
7. Norska kyrkan 3,6 miljoner
8. Evangelisk-lutherska kyrkan i Finland 3,6 miljoner
9. Andhra evangelisk-lutherska kyrka, Indien - 3 miljoner
10. Evangelical Lutheran Church in America 2,9 miljoner

## Lära
LWF:s medlemskyrkor "bekänner tron på en treenig Gud, är samstämmiga i förkunnelsen av Guds ord och förenas i prediko- och nattvardsgemenskap". Man ansluter sig officiellt till: 
- Luthers lära om "Skriften allena".

- De tre så kallade ekumeniska trosbekännelserna (den nicenska trosbekännelsen, den apostoliska trosbekännelsen och den athanasianska trosbekännelsen).

- Den augsburgska bekännelsen.

## Presidenter
- 1947–1952 Anders Nygren (1890–1978), Svenska kyrkan
- 1952–1957 Hanns Lilje (1899–1977), Evangelisk-lutherska kyrkan i Hannover
- 1957–1963 Franklin Clark Fry (1900–1968), Lutheran Church in America
- 1963–1970 Fredrik A. Schiotz (1901–1989), American Lutheran Church
- 1970–1977 Mikko Juva (1918–2004), Evangelisk-lutherska kyrkan i Finland
- 1977–1984 Josiah Kibira (1925–1988), Evangelisk-lutherska kyrkan i Tanzania
- 1984–1987 Zoltán Káldy (1919–1987), Ungerska evangelisk-lutherska kyrkan
- 1987–1990 Johannes Hanselmann (1927–1999), Evangelisk-lutherska kyrkan i Bayern
- 1990–1997 Gottfried Brakemeier (född 1937), Evangelisk-lutherska kyrkan i Brasilien
- 1997–2003 Christian Krause (född 1940), Evangelisk-lutherska kyrkan i Braunschweig
- 2003–2010 Mark Hanson (född 1946), Evangelical Lutheran Church in America
- 2010–2017 Munib Younan (född 1950), Evangelisk-lutherska kyrkan i Jordanien och det Heliga landet
- 2017–2023 Musa Panti Filibus (född 1960), Lutheran Church of Christ in Nigeria
- 2023- Henrik Stubkjaer (född 1961), Danske folkekirke